# Der fließende Fels
Der fließende Fels ist eine halbdokumentarische TV-Serie (Bundesrepublik Deutschland, 1989) rund um das Thema Beton und Zement und deren Entstehungsgeschichte. Es wurden sechs Episoden mit Peter Ustinov in der Hauptrolle gedreht. 

## Serien-Handlung
Zur Zeit des großen Vulkanausbruchs des Vesuvs, bei dem Pompeji unterging und in Asche und Schlackemassen versank, erwachte anderntags ein alter Römer (Peter Ustinov) und hatte die Beine zu seinem Schrecken in einer merkwürdigen, ganz fest gewordenen "Stein"-Pfütze stecken. Nur mit Mühe bekam er die Füße aus der harten Schlacke frei. Aus dieser Schlüsselszene nimmt eine Handlung ihren Lauf, die ihren Ausgang von der Antike nimmt und die historische Entdeckung und Entwicklung der modernen Baustoffe bis in die Neuzeit verfolgt.

## Entwicklung zur Kultserie
Der fließende Fels wird bis heute (in zum Spielfilm gekürzter Form) als Lehrfilm in den öffentlichen Bildungsanstalten benutzt. Abseits der lehrhaften Aspekte entwickelten sich die sechs Originalepisoden aber vor allem durch die Ustinov-Szene mit den Füßen im Beton (die am Anfang der weiteren fünf Folgen jedes Mal in voller Länge wiederholt wurde) zu einer regelrechten kleinen Kultserie, um die sich inzwischen ein gar nicht kleiner Fankreis gebildet hat. Die Serie gibt es denn mittlerweile auch auf Video und als DVD, beides in der gekürzten Spielfilmfassung.
Gedreht wurde dieser Film nach einer Idee und nach dem Drehbuch des deutschen Autors E.W.Heine.